# NGC 6328
NGC 6328 ist eine Spiralgalaxie im Sternbild Altar. Sie ist schätzungsweise 188 Millionen Lichtjahre von der Milchstraße entfernt.
Die Galaxie wurde am 2. Mai 1835 von dem Astronomen John Herschel mithilfe seines 18,7-Zoll-Spiegelteleskops entdeckt und später von Johan Dreyer in seinen New General Catalogue aufgenommen.